# 295 TCN
295 TCN là một năm trong lịch Julius.